# Eva Johannes
Eva Johannes (* 8. Oktober 1934 in Dresden; † 4. Dezember 2015) war eine deutsche Tennisspielerin.

## Karriere
Die als Eva Mannschatz geborene Grande Dame des DDR-Tennis begann mit dem Bälleauflesen bei ihrer älteren Schwester beim TC Bad Weißer Hirsch, bevor sie selbst den Schläger in die Hand nahm und zur erfolgreichsten Tennisspielerin der DDR avancierte.
Zu den größten Erfolgen von Eva Johannes zählen ihre Auftritte in der damaligen Vereinigten Arabischen Republik. Im Jahr 1960 stand sie in allen drei Konkurrenzen im Finale von Kairo, konnte aber „nur“ zusammen mit Horst Stahlberg das Mixed gewinnen. Diese Finalbegegnung nahm einen sehr ungewöhnlichen Verlauf. Nach gewonnenem erstem Satz brach der Schiedsrichter die Partie gegen die Australier Margaret Helleyer/Hillebrand beim Stand von 7:7 plötzlich ab und begann mit der Siegerehrung der anderen Wettbewerbe. Hintergrund war die anwachsende Unruhe der Zuschauer, die es nach Hause zum Essen zog, schließlich war Ramadan. Nach dieser kuriosen Unterbrechung kam die DDR-Paarung im dritten Satz zum Turniererfolg.
Im Jahr zuvor hatte Eva Johannes bereits im Finale des Dameneinzels gestanden, aber dort gegen Pucejova mit 6:3, 4:6 und 6:2 verloren. Auch in Westdeutschland glänzte die Dresdnerin bei einigen Turnieren. Im Jahr 1959 trug sie beim Hamburger Pfingstturnier den Titel davon. Auch beim Turnier von Zinnowitz trug sich Johannes 1957 – zu diesem Zeitpunkt noch unter dem Namen Mannschatz – und 1962 in die Siegerliste der Dameneinzelkonkurrenz ein. Beim zweiten Mal konnte sie im Finale über die Schwester des tschechischen Spitzenspielers Jan Kodeš, Vlasta Kodesova, triumphieren. Gleichzeitig gewann Johannes die Doppel- und Mixedkonkurrenz.
Im Jahr 1965 zog es die Dresdnerin zurück in ihre Geburtsstadt. In der Folgezeit widmete sie sich dem Nachwuchs und arbeitete als Sportlehrerin. Der Deutsche Tennis Bund (DTB) zeichnete sie 1999 als „Trainerin des Jahres“ aus.
Als eine der ersten verwies Eva Johannes nach der Wende auf das Leistungsvermögen der Senioren des DDR-Tennissports. Sie gewann 1990 bei den Senioren-Europameisterschaften den Titel im Mixed und Damendoppel in ihrer Altersklasse.